# یواس‌اس بدونگ استریت (سی‌وی‌ای-۱۱۶)
یواس‌اس بدونگ استریت (سی‌وی‌ای-۱۱۶) (به انگلیسی: USS Badoeng Strait (CVE-116)) یک کشتی بود که طول آن ۵۵۷ فوت ۱ اینچ (۱۶۹٫۸۰ متر) بود. این کشتی  در سال ۱۹۴۵ ساخته شد.